# Sepsis monostigma
Sepsis monostigma är en tvåvingeart som beskrevs av Thomson 1869. Sepsis monostigma ingår i släktet Sepsis och familjen svängflugor. Inga underarter finns listade i Catalogue of Life.